# تپه‌های مل
تپه‌های مل مربوط به مس و سنگ است و در شهرستان قروه، بخش ییلاق، دهستان ییلاق جنوبی، روستای بلبلان آباد واقع شده و این اثر در تاریخ ۶ اسفند ۱۳۸۵ با شمارهٔ ثبت ۱۷۴۴۷ به‌عنوان یکی از آثار ملی ایران به ثبت رسیده است.